# Sara Dossena
Sara Dossena (* 21. November 1984 in Clusone) ist eine ehemalige italienische Duathletin, Triathletin und Langstreckenläuferin. Sie ist mehrfache Staatsmeisterin und Vizeeuropameisterin (2015: Duathlon und Triathlon).

## Werdegang
Sara Dossena war in ihrer Jugend in der Leichtathletik aktiv. 2002 und erneut 2003 wurde sie italienische Juniorenstaatsmeisterin im Berglauf.
2005 wurde sie in Rom U23-Staatsmeisterin über 10.000 m. Im Jahr darauf wurde sie im U23-Rennen der Crosslauf-Europameisterschaften 2006 in San Giorgio su Legnano Zwölfte und gewann mit der italienischen Mannschaft Bronze.
2011 kam sie dann zum Triathlon, und seit 2015 startet Sara Dossena als Profiathletin.

### Duathlon und Triathlon
Im April 2015 wurde Sara Dossena Vizeeuropameisterin auf der Duathlon-Kurz- und Langdistanz.
Einen Monat später im Mai wurde sie auch Vizeeuropameisterin auf der Triathlon-Mitteldistanz. Im Juni wurde sie Vizestaatsmeisterin auf der Triathlon-Kurzdistanz.
Im September 2016 wurde sie am österreichischen Walchsee Vierte bei der Europameisterschaft auf der Triathlon-Halbdistanz. Auf der Mitteldistanz gewann sie im Oktober den Challenge Sardinia.

### Leichtathletik
Im Mai 2017 wurde Sara Dossena Staatsmeisterin über 10.000 Meter und Zweite beim Halbmarathon in Lugano.
Bei ihrem ersten Marathonstart belegte die damals 32-Jährige im November 2017 im New-York-City-Marathon den sechsten Rang.
Sie startete bei den Leichtathletik-Weltmeisterschaften 2019 im Marathon, musste das Rennen in Doha aber wegen der großen Hitzebelastung nach nur zwölf Kilometern beenden. Im November gewann sie den Halbmarathon von Mailand.
Im Mai 2021 wurde die 36-Jährige mit einer Zeit von 35:33 Minuten italienische Meisterin im 10-km-Straßenlauf.
Seit 2021 tritt sie nicht mehr international in Erscheinung.
Sara Dossena ist seit Juni 2022 verheiratet.

## Persönliche Bestzeiten
- 10-km-Straßenlauf: 32:17 min, 14. April 2019, Turin
- Halbmarathon: 1:10:10 h, 23. September 2018, Udine
- Marathon: 2:24:00 h, 10. März 2019, Nagoya

## Sportliche Erfolge
| Datum/Jahr    | Rang | Wettbewerb                                           | Austragungsort  | Zeit     | Bemerkung                                                                            |
| ------------- | ---- | ---------------------------------------------------- | --------------- | -------- | ------------------------------------------------------------------------------------ |
| 23. Apr. 2017 | 2    | Chia Sardinia 70.3 Triathlon                         | Sardinien       | 04:26:07 |                                                                                      |
| 30. Okt. 2016 | 1    | Challenge Sardinia                                   | Sardinien       | 04:32:37 |                                                                                      |
| 15. Okt. 2016 | 2    | Challenge Paguera-Mallorca                           | Paguera         | 04:35:48 |                                                                                      |
| 4. Sep. 2016  | 4    | ETU Middle Distance Triathlon European Championships | Walchsee        | 04:23:41 | Europameisterschaft auf der Halbdistanz im Rahmen der Challenge Walchsee-Kaiserwinkl |
| 30. Juli 2016 | 7    | ITA Triathlon National Championships                 | Caorle          | 02:08:00 | Triathlon-Staatsmeisterschaft Kurzdistanz                                            |
| 8. Aug. 2015  | 3    | ITU Triathlon World Cup                              | Tiszaújváros    | 01:00:56 | nur zwei Sekunden hinter der Siegerin Felicity Sheedy-Ryan                           |
| 11. Juli 2015 | 19   | ETU Triathlon European Championships                 | Genf            | 02:12:49 | Europameisterschaft auf der olympischen Kurzdistanz                                  |
| 6. Juni 2015  | 2    | ITA Triathlon National Championships                 | Farra d’Alpago  | 02:12:41 | Vizestaatsmeisterin Triathlon Kurzdistanz – hinter Annamaria Mazzetti                |
| 24. Mai 2015  | 2    | ETU Middle Distance Triathlon European Championships | Rimini          | 04:46:39 | Vizeeuropameisterin auf der Mitteldistanz im Rahmen der Challenge Rimini             |
| 30. Sep. 2012 | 1    | Elbaman Triathlon                                    | Marina di Campo | 05:25:01 | Siegerin auf der Halbdistanz                                                         |

| Datum/Jahr    | Rang | Wettbewerb                                             | Austragungsort    | Zeit     | Bemerkung                                      |
| ------------- | ---- | ------------------------------------------------------ | ----------------- | -------- | ---------------------------------------------- |
| 2. Apr. 2017  | 1    | ITA Duathlon National Championships                    | Quinzano d’Oglio  |          | zum dritten Mal Duathlon-Staatsmeisterin       |
| 19. Aug. 2017 | DNF  | ITU Duathlon World Championships                       | Penticton         | –        |                                                |
| 19. Feb. 2017 | 2    | Duathlon Città di Lecco                                | Lecco             | 00:58:41 | 5 km Laufen, 20 km Radfahren und 2,5 km Laufen |
| 2013          | 1    | ITA Duathlon National Championships                    | Secli             |          | Duathlon-Staatsmeisterin                       |
| 25. Apr. 2015 | 2    | ETU Duathlon European Championships                    | Alcobendas        | 02:06:38 | Vizeeuropameisterin                            |
| 11. Apr. 2015 | 2    | Powerman Long Distance Duathlon European Championships | Horst aan de Maas | 02:47:30 | Vizeeuropameisterin Duathlon-Langdistanz       |
| 2012          | 1    | ITA Duathlon National Championships                    | Italien           | 02:05:03 | Duathlon-Staatsmeisterin                       |

| Datum/Jahr    | Rang | Wettbewerb                              | Austragungsort         | Distanz      | Zeit     | Bemerkung                                                                             |
| ------------- | ---- | --------------------------------------- | ---------------------- | ------------ | -------- | ------------------------------------------------------------------------------------- |
| 24. Nov. 2019 | 1    | Ganten Milano21 Half Marathon           | Mailand                | Halbmarathon | 1:11,40  | [ 5 ]                                                                                 |
| 28. Sep. 2019 | DNF  | Leichtathletik-Weltmeisterschaften 2019 | Doha                   | Marathon     | –        |                                                                                       |
| 5. Nov. 2017  | 6    | New-York-City-Marathon 2017             | New York City          | Marathon     | 2:29:39  | erster Marathon-Start                                                                 |
| 21. Juni 2017 | 2    | StraLugano                              | Lugano                 | 1:10:39      |          |                                                                                       |
| 13. Mai 2017  | 1    | Staatsmeisterschaft                     | Rom                    | 10.000 m     | 33:18,34 | Siegerin über 10.000 Meter                                                            |
| 15. Feb. 2015 |      | Verona-Halbmarathon                     | Verona                 | Halbmarathon | 1:13:25  | persönliche Bestzeit                                                                  |
| 10. Dez. 2006 | 3    | Crosslauf-Europameisterschaften 2006    | San Giorgio su Legnano |              |          | im italienischen U23-Team mit Adelina De Soccio, Giorgia Robaudo und Giulia Francario |
| 2005          | 1    | Staatsmeisterschaft                     | Rom                    | 10.000 m     |          | Siegerin U23                                                                          |

(DNF – Did Not Finish)